# Hermannstrasse
Hermannstrasse är en gata i Berlin som genomkorsar stadsdelen Neukölln i nord-sydlig riktning och är cirka 2,6 kilometer lång.  Gatan ligger i stadsdelsområdet Neukölln.
Gatan går från torget Hermannplatz i norr till järnvägsstationen Bahnhof Berlin Hermannstrasse i söder. Under södra delen av gatan går U-bahnlinjen  nummer 8.